# Ernst Gottfried Baldinger
Ernst Gottfried Baldinger (13 de mayo de 1738-21 de enero de 1804) fue un médico alemán, nació en Großvargula cerca de Erfurt.
Estudió medicina en Erfurt, Halle y Jena, obteniendo su MD en 1760 bajo la dirección de Ernst Anton Nicolai y en 1761 se encargó de la supervisión de los hospitales militares relacionados con el campamento prusiano cerca de Torgau.
Publicó un tratado en 1765, De Militum Morbis, que obtuvo una recepción favorable. En 1768, se convirtió en profesor de medicina en Jena, que abandonó en 1773 para Gotinga y en 1785 se trasladó a Marburgo, donde murió de una apoplejía el 21 de enero de 1804.
Entre sus alumnos estaban Johann Friedrich Blumenbach, Samuel Thomas von Sömmerring, Albrecht Thaer, y Johann Christian Wiegleb. Escribió unos 84 tratados independientes, además de numerosos artículos dispersos en diversas colecciones y revistas. Mantuvo correspondencia con el botánico sueco Carl Linnaeus y fue el autor de algunos nombres de plantas.

## Algunas publicaciones
- 1769-1778 Pallas, P. S., Erxleben, J. C. P.,Baldinger, E. G. [full title] Peter Simon Pallas Naturgeschichte merkwuerdiger Thiere, in welcher vornehmlich neue und unbekannte Thierarten durch Kupferstiche, Beschreibungen und Erklaerungen erlaeutert werden. Durch den Verfasser verteutscht. I. vv. 1 bis 10te Sammlung mit Kupfern. Berlín & Stralsund, G. A. Lange (Samml. 1-10), 48 pl.
- 1783-1785. Historia mercurii et mercurialium medica (vv. 1/2) en línea por la Universidad y Biblioteca Estatal de Düsseldorf
- 1804. Georg Friedrich Creuzer. Memoria Baldingeri. Marburgo

## Eponimia
- (Asteraceae) Baldingeria Neck. ex F.W.Schmidt[6]